# یواس‌اس بروکس (دی‌دی-۲۳۲)
یواس‌اس بروکس (دی‌دی-۲۳۲) (به انگلیسی: USS Brooks (DD-232)) یک کشتی بود که طول آن ۹۵٫۸۱ متر (۳۱۴٫۳ فوت) بود. این کشتی در سال ۱۹۱۹ ساخته شد.